# Louise Elisabeth van Orléans
Louise Elisabeth van Orléans (Versailles, 11 december 1709 - Parijs, 16 juni 1742) was in 1724 zeven maanden koningin van Spanje. Ze behoorde tot het huis Bourbon-Orléans.

## Levensloop

### Herkomst en politieke machtsstrijden
Louise Elisabeth was de vijfde dochter van hertog Filips van Orléans uit diens huwelijk met Françoise Marie van Bourbon, een erkende buitenechtelijke dochter van koning Lodewijk XIV van Frankrijk. Als een van de zes dochters van de hertog van Orléans was ze op politiek vlak weinig betekenisvol en kon ze nauwelijks hopen op een goede huwelijkspartij. Er werd dan ook nauwelijks aandacht besteed aan haar opvoeding en ze werd omschreven als brutaal en slecht gemanierd. Er waren plannen om haar te laten trouwen met een edelman uit Italië of het Heilige Roomse Rijk.
In 1718 brak de Oorlog van het Viervoudig Verbond uit, waarbij een alliantie bestaande uit vier landen – Oostenrijk, Frankrijk, Groot-Brittannië en Savoye – oorlog voerde tegen de Spaanse expansiepolitiek in Italië, ter bewaring van het Europese machtsevenwicht en ter verduidelijking van omstreden territoriale kwesties. 

### Kinderhuwelijk als vredesgarantie
Vanwege de zich opstapelende nederlagen en de toenemende diplomatieke druk bond koning Filips V van Spanje in en sloot hij in 1720 met het Viervoudig Verbond het Verdrag van Den Haag af. De opnieuw herstelde relaties met Frankrijk zouden met een huwelijk bezegeld worden. De hertog van Orléans, die als regent van de minderjarige koning Lodewijk XV fungeerde, huwelijkte zijn toen twaalfjarige dochter Louise Elisabeth uit aan de toen veertienjarige Spaanse kroonprins Lodewijk, prins van Asturië. Als wederdienst zou de tienjarige koning Lodewijk XV later huwen met de toen nog tweejarige Spaanse infante Marianne Victoria. Dat laatste huwelijk kwam nooit tot stand, omdat de Franse regering wegens de zwakke gezondheid van Lodewijk XV snel een erfopvolger wilde en Marianne Victoria daarvoor te jong was. Ze werd dan maar teruggestuurd naar Spanje en later uitgehuwelijkt aan koning Jozef I van Portugal.
In 1721 verliet Louise Elisabeth het Franse hof en trok ze naar Madrid. De ontvangst was eerder koel, omdat iedereen zich bewust was van het feit dat haar komst enkel ingegeven was door politieke redenen. Vooral haar toekomstige schoonmoeder Elisabetta Farnese, die door haar eisen mee de basis voor de Oorlog van het Viervoudig Verbond had gelegd, verachtte haar; ze liet haar gehele dagelijks leven controleren, uit angst dat ze zou kunnen optreden als agent voor haar vader Filips van Orléans. Niettemin vond het huwelijk op 22 mei 1722 zonder hindernissen plaats in Lerma. De afkeer waarmee ze aan het Spaanse hof geconfronteerd werd, leidde ertoe dat ze geregeld de strenge etiquette aan het Spaanse hof doorbrak.

### Koningin van Spanje
Op 15 januari 1724 abdiceerde koning Filips V ten voordele van zijn oudste zoon Lodewijk, waardoor Louise Elisabeth op haar veertiende koningin van Spanje werd. Lodewijks heerschappij duurde echter zeven maanden, want in augustus 1724 stierf hij aan de pokken. Omdat het echtpaar geen kinderen had, besteeg Lodewijks vader Filips V opnieuw de Spaanse troon. De jonge Louise Elisabeth, die nu niet meer van nut was aan het hof en binnen de koninklijke familie, verloor elke ondersteuning en raakte volledig geïsoleerd. Toen infante Marianne Victoria, de voormalige verloofde van Lodewijk XV, in april 1725 teruggestuurd werd naar Spanje, werd Louise Elisabeth als wederdienst discreet teruggebracht naar Frankrijk. Ze ging in het Palais du Luxembourg in Parijs wonen, waar ze in juni 1742 stierf, vereenzaamd en vergeten.
Louise Elisabeth werd bijgezet in de Église Saint-Sulpice in Parijs. Op haar verzoek werd geen grafsteen gelegd en werd de plaats waar ze werd begraven niet aangeduid.

## Kwartierstaat
| Lodewijk XIII van Frankrijk (1601-1643)        | Lodewijk XIII van Frankrijk (1601-1643)        | Lodewijk XIII van Frankrijk (1601-1643)        | Lodewijk XIII van Frankrijk (1601-1643)        | Lodewijk XIII van Frankrijk (1601-1643)        | Lodewijk XIII van Frankrijk (1601-1643)        | Anna van Oostenrijk (1601-1666) | Anna van Oostenrijk (1601-1666) | Anna van Oostenrijk (1601-1666)         | Anna van Oostenrijk (1601-1666)         | Anna van Oostenrijk (1601-1666)         | Anna van Oostenrijk (1601-1666)         |                                         |                                         | Karel I Lodewijk van de Palts (1617-1680) | Karel I Lodewijk van de Palts (1617-1680) | Karel I Lodewijk van de Palts (1617-1680)    | Karel I Lodewijk van de Palts (1617-1680)    | Karel I Lodewijk van de Palts (1617-1680)    | Karel I Lodewijk van de Palts (1617-1680)    | Charlotte van Hessen-Kassel (1627-1686)      | Charlotte van Hessen-Kassel (1627-1686)      | Charlotte van Hessen-Kassel (1627-1686) | Charlotte van Hessen-Kassel (1627-1686) | Charlotte van Hessen-Kassel (1627-1686) | Charlotte van Hessen-Kassel (1627-1686) |                                     |                                     | Lodewijk XIII van Frankrijk (1601-1643) | Lodewijk XIII van Frankrijk (1601-1643) | Lodewijk XIII van Frankrijk (1601-1643) | Lodewijk XIII van Frankrijk (1601-1643) | Lodewijk XIII van Frankrijk (1601-1643)  | Lodewijk XIII van Frankrijk (1601-1643)  | Anna van Oostenrijk (1601-1666)          | Anna van Oostenrijk (1601-1666)          | Anna van Oostenrijk (1601-1666)          | Anna van Oostenrijk (1601-1666)          | Anna van Oostenrijk (1601-1666)         | Anna van Oostenrijk (1601-1666)         |                                              |                                              | Gabriel van Rochechouart van Mortemart (1600-1675) | Gabriel van Rochechouart van Mortemart (1600-1675) | Gabriel van Rochechouart van Mortemart (1600-1675) | Gabriel van Rochechouart van Mortemart (1600-1675) | Gabriel van Rochechouart van Mortemart (1600-1675) | Gabriel van Rochechouart van Mortemart (1600-1675) | Diane de Grandseigne (1610-1666)     | Diane de Grandseigne (1610-1666)     | Diane de Grandseigne (1610-1666)     | Diane de Grandseigne (1610-1666)     | Diane de Grandseigne (1610-1666)     | Diane de Grandseigne (1610-1666)     |  |  |  |  |  |  |  |  |  |  |  |  |  |  |  |  |  |  |  |  |  |  |  |  |  |  |  |  |  |  |  |  |  |  |  |  |  |  |  |  |  |  |  |  |  |  |  |  |
| Lodewijk XIII van Frankrijk (1601-1643)        | Lodewijk XIII van Frankrijk (1601-1643)        | Lodewijk XIII van Frankrijk (1601-1643)        | Lodewijk XIII van Frankrijk (1601-1643)        | Lodewijk XIII van Frankrijk (1601-1643)        | Lodewijk XIII van Frankrijk (1601-1643)        | Anna van Oostenrijk (1601-1666) | Anna van Oostenrijk (1601-1666) | Anna van Oostenrijk (1601-1666)         | Anna van Oostenrijk (1601-1666)         | Anna van Oostenrijk (1601-1666)         | Anna van Oostenrijk (1601-1666)         |                                         |                                         | Karel I Lodewijk van de Palts (1617-1680) | Karel I Lodewijk van de Palts (1617-1680) | Karel I Lodewijk van de Palts (1617-1680)    | Karel I Lodewijk van de Palts (1617-1680)    | Karel I Lodewijk van de Palts (1617-1680)    | Karel I Lodewijk van de Palts (1617-1680)    | Charlotte van Hessen-Kassel (1627-1686)      | Charlotte van Hessen-Kassel (1627-1686)      | Charlotte van Hessen-Kassel (1627-1686) | Charlotte van Hessen-Kassel (1627-1686) | Charlotte van Hessen-Kassel (1627-1686) | Charlotte van Hessen-Kassel (1627-1686) |                                     |                                     | Lodewijk XIII van Frankrijk (1601-1643) | Lodewijk XIII van Frankrijk (1601-1643) | Lodewijk XIII van Frankrijk (1601-1643) | Lodewijk XIII van Frankrijk (1601-1643) | Lodewijk XIII van Frankrijk (1601-1643)  | Lodewijk XIII van Frankrijk (1601-1643)  | Anna van Oostenrijk (1601-1666)          | Anna van Oostenrijk (1601-1666)          | Anna van Oostenrijk (1601-1666)          | Anna van Oostenrijk (1601-1666)          | Anna van Oostenrijk (1601-1666)         | Anna van Oostenrijk (1601-1666)         |                                              |                                              | Gabriel van Rochechouart van Mortemart (1600-1675) | Gabriel van Rochechouart van Mortemart (1600-1675) | Gabriel van Rochechouart van Mortemart (1600-1675) | Gabriel van Rochechouart van Mortemart (1600-1675) | Gabriel van Rochechouart van Mortemart (1600-1675) | Gabriel van Rochechouart van Mortemart (1600-1675) | Diane de Grandseigne (1610-1666)     | Diane de Grandseigne (1610-1666)     | Diane de Grandseigne (1610-1666)     | Diane de Grandseigne (1610-1666)     | Diane de Grandseigne (1610-1666)     | Diane de Grandseigne (1610-1666)     |  |  |  |  |  |  |  |  |  |  |  |  |  |  |  |  |  |  |  |  |  |  |  |  |  |  |  |  |  |  |  |  |  |  |  |  |  |  |  |  |  |  |  |  |  |  |  |  |
|                                                |                                                |                                                |                                                |                                                |                                                |                                 |                                 |                                         |                                         |                                         |                                         |                                         |                                         |                                           |                                           |                                              |                                              |                                              |                                              |                                              |                                              |                                         |                                         |                                         |                                         |                                     |                                     |                                         |                                         |                                         |                                         |                                          |                                          |                                          |                                          |                                          |                                          |                                         |                                         |                                              |                                              |                                                    |                                                    |                                                    |                                                    |                                                    |                                                    |                                      |                                      |                                      |                                      |                                      |                                      |  |  |  |  |  |  |  |  |  |  |  |  |  |  |  |  |  |  |  |  |  |  |  |  |  |  |  |  |  |  |  |  |  |  |  |  |  |  |  |  |  |  |  |  |  |  |  |  |
|                                                |                                                |                                                |                                                | Filips van Orléans (1640-1701)                 | Filips van Orléans (1640-1701)                 | Filips van Orléans (1640-1701)  | Filips van Orléans (1640-1701)  | Filips van Orléans (1640-1701)          | Filips van Orléans (1640-1701)          |                                         |                                         |                                         |                                         |                                           |                                           | Elisabeth Charlotte van de Palts (1652-1722) | Elisabeth Charlotte van de Palts (1652-1722) | Elisabeth Charlotte van de Palts (1652-1722) | Elisabeth Charlotte van de Palts (1652-1722) | Elisabeth Charlotte van de Palts (1652-1722) | Elisabeth Charlotte van de Palts (1652-1722) |                                         |                                         |                                         |                                         |                                     |                                     |                                         |                                         |                                         |                                         | Lodewijk XIV van Frankrijk (1638-1715)   | Lodewijk XIV van Frankrijk (1638-1715)   | Lodewijk XIV van Frankrijk (1638-1715)   | Lodewijk XIV van Frankrijk (1638-1715)   | Lodewijk XIV van Frankrijk (1638-1715)   | Lodewijk XIV van Frankrijk (1638-1715)   |                                         |                                         |                                              |                                              |                                                    |                                                    | Madame de Montespan (1640-1707)                    | Madame de Montespan (1640-1707)                    | Madame de Montespan (1640-1707)                    | Madame de Montespan (1640-1707)                    | Madame de Montespan (1640-1707)      | Madame de Montespan (1640-1707)      |                                      |                                      |                                      |                                      |  |  |  |  |  |  |  |  |  |  |  |  |  |  |  |  |  |  |  |  |  |  |  |  |  |  |  |  |  |  |  |  |  |  |  |  |  |  |  |  |  |  |  |  |  |  |  |  |
|                                                |                                                |                                                |                                                | Filips van Orléans (1640-1701)                 | Filips van Orléans (1640-1701)                 | Filips van Orléans (1640-1701)  | Filips van Orléans (1640-1701)  | Filips van Orléans (1640-1701)          | Filips van Orléans (1640-1701)          |                                         |                                         |                                         |                                         |                                           |                                           | Elisabeth Charlotte van de Palts (1652-1722) | Elisabeth Charlotte van de Palts (1652-1722) | Elisabeth Charlotte van de Palts (1652-1722) | Elisabeth Charlotte van de Palts (1652-1722) | Elisabeth Charlotte van de Palts (1652-1722) | Elisabeth Charlotte van de Palts (1652-1722) |                                         |                                         |                                         |                                         |                                     |                                     |                                         |                                         |                                         |                                         | Lodewijk XIV van Frankrijk (1638-1715)   | Lodewijk XIV van Frankrijk (1638-1715)   | Lodewijk XIV van Frankrijk (1638-1715)   | Lodewijk XIV van Frankrijk (1638-1715)   | Lodewijk XIV van Frankrijk (1638-1715)   | Lodewijk XIV van Frankrijk (1638-1715)   |                                         |                                         |                                              |                                              |                                                    |                                                    | Madame de Montespan (1640-1707)                    | Madame de Montespan (1640-1707)                    | Madame de Montespan (1640-1707)                    | Madame de Montespan (1640-1707)                    | Madame de Montespan (1640-1707)      | Madame de Montespan (1640-1707)      |                                      |                                      |                                      |                                      |  |  |  |  |  |  |  |  |  |  |  |  |  |  |  |  |  |  |  |  |  |  |  |  |  |  |  |  |  |  |  |  |  |  |  |  |  |  |  |  |  |  |  |  |  |  |  |  |
|                                                |                                                |                                                |                                                |                                                |                                                |                                 |                                 |                                         |                                         | Filips van Orléans (1674-1723)          | Filips van Orléans (1674-1723)          | Filips van Orléans (1674-1723)          | Filips van Orléans (1674-1723)          | Filips van Orléans (1674-1723)            | Filips van Orléans (1674-1723)            |                                              |                                              |                                              |                                              |                                              |                                              |                                         |                                         |                                         |                                         |                                     |                                     |                                         |                                         |                                         |                                         |                                          |                                          |                                          |                                          |                                          |                                          | Françoise Marie van Bourbon (1677-1749) | Françoise Marie van Bourbon (1677-1749) | Françoise Marie van Bourbon (1677-1749)      | Françoise Marie van Bourbon (1677-1749)      | Françoise Marie van Bourbon (1677-1749)            | Françoise Marie van Bourbon (1677-1749)            |                                                    |                                                    |                                                    |                                                    |                                      |                                      |                                      |                                      |                                      |                                      |  |  |  |  |  |  |  |  |  |  |  |  |  |  |  |  |  |  |  |  |  |  |  |  |  |  |  |  |  |  |  |  |  |  |  |  |  |  |  |  |  |  |  |  |  |  |  |  |
|                                                |                                                |                                                |                                                |                                                |                                                |                                 |                                 |                                         |                                         | Filips van Orléans (1674-1723)          | Filips van Orléans (1674-1723)          | Filips van Orléans (1674-1723)          | Filips van Orléans (1674-1723)          | Filips van Orléans (1674-1723)            | Filips van Orléans (1674-1723)            |                                              |                                              |                                              |                                              |                                              |                                              |                                         |                                         |                                         |                                         |                                     |                                     |                                         |                                         |                                         |                                         |                                          |                                          |                                          |                                          |                                          |                                          | Françoise Marie van Bourbon (1677-1749) | Françoise Marie van Bourbon (1677-1749) | Françoise Marie van Bourbon (1677-1749)      | Françoise Marie van Bourbon (1677-1749)      | Françoise Marie van Bourbon (1677-1749)            | Françoise Marie van Bourbon (1677-1749)            |                                                    |                                                    |                                                    |                                                    |                                      |                                      |                                      |                                      |                                      |                                      |  |  |  |  |  |  |  |  |  |  |  |  |  |  |  |  |  |  |  |  |  |  |  |  |  |  |  |  |  |  |  |  |  |  |  |  |  |  |  |  |  |  |  |  |  |  |  |  |
|                                                |                                                |                                                |                                                |                                                |                                                |                                 |                                 |                                         |                                         |                                         |                                         |                                         |                                         |                                           |                                           |                                              |                                              |                                              |                                              |                                              |                                              |                                         |                                         |                                         |                                         |                                     |                                     |                                         |                                         |                                         |                                         |                                          |                                          |                                          |                                          |                                          |                                          |                                         |                                         |                                              |                                              |                                                    |                                                    |                                                    |                                                    |                                                    |                                                    |                                      |                                      |                                      |                                      |                                      |                                      |  |  |  |  |  |  |  |  |  |  |  |  |  |  |  |  |  |  |  |  |  |  |  |  |  |  |  |  |  |  |  |  |  |  |  |  |  |  |  |  |  |  |  |  |  |  |  |  |
|                                                |                                                |                                                |                                                |                                                |                                                |                                 |                                 |                                         |                                         |                                         |                                         |                                         |                                         |                                           |                                           |                                              |                                              |                                              |                                              |                                              |                                              |                                         |                                         |                                         |                                         |                                     |                                     |                                         |                                         |                                         |                                         |                                          |                                          |                                          |                                          |                                          |                                          |                                         |                                         |                                              |                                              |                                                    |                                                    |                                                    |                                                    |                                                    |                                                    |                                      |                                      |                                      |                                      |                                      |                                      |  |  |  |  |  |  |  |  |  |  |  |  |  |  |  |  |  |  |  |  |  |  |  |  |  |  |  |  |  |  |  |  |  |  |  |  |  |  |  |  |  |  |  |  |  |  |  |  |
| Marie Louise Elisabeth van Orléans (1695-1719) | Marie Louise Elisabeth van Orléans (1695-1719) | Marie Louise Elisabeth van Orléans (1695-1719) | Marie Louise Elisabeth van Orléans (1695-1719) | Marie Louise Elisabeth van Orléans (1695-1719) | Marie Louise Elisabeth van Orléans (1695-1719) |                                 |                                 | Louise Adélaïde van Orléans (1698-1743) | Louise Adélaïde van Orléans (1698-1743) | Louise Adélaïde van Orléans (1698-1743) | Louise Adélaïde van Orléans (1698-1743) | Louise Adélaïde van Orléans (1698-1743) | Louise Adélaïde van Orléans (1698-1743) |                                           |                                           | Charlotte Aglaë van Orléans (1700-1761)      | Charlotte Aglaë van Orléans (1700-1761)      | Charlotte Aglaë van Orléans (1700-1761)      | Charlotte Aglaë van Orléans (1700-1761)      | Charlotte Aglaë van Orléans (1700-1761)      | Charlotte Aglaë van Orléans (1700-1761)      |                                         |                                         | Lodewijk IV van Orléans (1703-1752)     | Lodewijk IV van Orléans (1703-1752)     | Lodewijk IV van Orléans (1703-1752) | Lodewijk IV van Orléans (1703-1752) | Lodewijk IV van Orléans (1703-1752)     | Lodewijk IV van Orléans (1703-1752)     |                                         |                                         | Louise Elisabeth van Orléans (1709-1742) | Louise Elisabeth van Orléans (1709-1742) | Louise Elisabeth van Orléans (1709-1742) | Louise Elisabeth van Orléans (1709-1742) | Louise Elisabeth van Orléans (1709-1742) | Louise Elisabeth van Orléans (1709-1742) |                                         |                                         | Philippine Elisabeth van Orléans (1714-1734) | Philippine Elisabeth van Orléans (1714-1734) | Philippine Elisabeth van Orléans (1714-1734)       | Philippine Elisabeth van Orléans (1714-1734)       | Philippine Elisabeth van Orléans (1714-1734)       | Philippine Elisabeth van Orléans (1714-1734)       |                                                    |                                                    | Louise Diane van Orléans (1716-1736) | Louise Diane van Orléans (1716-1736) | Louise Diane van Orléans (1716-1736) | Louise Diane van Orléans (1716-1736) | Louise Diane van Orléans (1716-1736) | Louise Diane van Orléans (1716-1736) |  |  |  |  |  |  |  |  |  |  |  |  |  |  |  |  |  |  |  |  |  |  |  |  |  |  |  |  |  |  |  |  |  |  |  |  |  |  |  |  |  |  |  |  |  |  |  |  |